# 한포역
한포역(汗浦驛)은 조선민주주의인민공화국 황해북도 평산군에 있는 역이다. 철도성이 운영하는 평부선이 지난다.

## 역 주변 정보
인근에 예성강이 있다.